# 特拉勒斯的安提莫斯
特拉勒斯的安提莫斯（希臘語：Ἀνθέμιος από τις Τράλλεις，474年－558年）是希臘籍君士坦丁堡的幾何學教授及建築師，他受查士丁尼一世之命與米利都的伊西多爾合作興建聖索菲亞大教堂。安提莫斯出身自書香世家，是物理學家特拉莫斯的斯特凡努斯五個兒子之一。在他的兄弟當中，狄奧斯科魯斯在特拉勒斯承繼了父親的衣缽；亞歷山大在羅馬成為了當時最有名的醫學家；奧林皮爾斯深諳羅馬法學；而梅特羅多勒斯則是君士坦丁堡出色的語法學家。
作為建築師，他最著名的是在532年君士坦丁堡重建舊聖索菲亞大教堂。他對建造教堂的大膽計劃一度突出了他的知識與無知，他又涉足工程，曾在達拉修建防洪設施。
安提莫斯同時是一位出色的數學家，他解構了橢圓弦線，寫了一本關於圓錐曲線的著作，為日後建造聖索菲亞大教堂複雜的拱形結構奠下基礎。他又在他的著作裡編纂了一個關於醫療設備鏡子構造的研究，為阿拉伯數學家所識，如海什木。